# Argyresthia franciscella
Argyresthia franciscella is een vlinder uit de familie van de pedaalmotten (Argyresthiidae). De wetenschappelijke naam van de soort werd in 1915 gepubliceerd door August Busck.